# Abanto y Ciérvana-Abanto Zierbena
Abanto y Ciérvana-Abanto Zierbena – gmina w Hiszpanii, w prowincji Biskaja, w Kraju Basków, o powierzchni 18,03 km². W 2011 roku gmina liczyła 9708 mieszkańców.